# Choe Je-u
Choe Je-u (hangul: 최제우; hanja: 崔濟愚; rr: Choe Je-u; MR: Ch'oe Che-u, 18 de dezembro de 1824 - 15 de abril de 1864), que usava o pseudônimo Su-un (hangul: 수운; hanja: 水雲), foi o fundador do Donghak. Seu nome de nascimento era Choe Je-seon ("salvar e proclamar"). Durante sua infância, ele também foi chamado de Bok-sul ("alegremente feliz"). Ele adotou o nome Je-u ("salvador dos ignorantes") em 1859. Seus discípulos o chamavam de Su-un ("nuvem de água"), que era o nome que ele usava para seus escritos, e também o chamavam de Daesinsa ("o grande professor").
O Donghak era um movimento religioso coreano que era empático com as dificuldades dos minjung (o povo marginalizado da Coreia), se opôs ao catolicismo e sua associação com o imperialismo ocidental e ofereceu uma alternativa ao neoconfucionismo ortodoxo, esta sendo ideologia do governo da Dinastia Joseon, que apoiou o status quo e foi ineficaz em deter os abusos de autoridades locais e a disseminação do catolicismo.
Ele combinou o xamanismo coreano, taoismo, budismo e neoconfucionismo espiritual em uma “escola original de pensamento”. Ele não tinha uma agenda nacionalista ou antifeudal concreta: “Sua visão era religiosa, e sua missão era lembrar seus compatriotas que a força estava em reviver os valores tradicionais”. No entanto, as autoridades de Joseon confundiram seus ensinamentos com o catolicismo, e ele foi preso e depois executado por decapitação em 1864 por supostamente pregar ensinamentos heréticos e perigosos.
As estimativas do número de seus seguidores antes de sua prisão em 1863 variaram de centenas a dezenas de milhares. 
Após sua morte, o movimento Donghak foi continuado por Choe Si-hyeong (Haewol, 1827-1898). As obras de Su-un, que eram constantemente queimadas pelas autoridades depois que ele foi executado, foram reunidas em dois volumes, "A Bíblia da Doutrina Donghak" (hangul: 동경대전; hanja: 東經大全, Donggyeong Daejeon, em coreano-chinês, 1880) e "Os Hinos do Lago do Dragão" (hangul: 용담유사; hanja: 龍潭遺詞, Yongdam Yusa, em coreano, 1881).

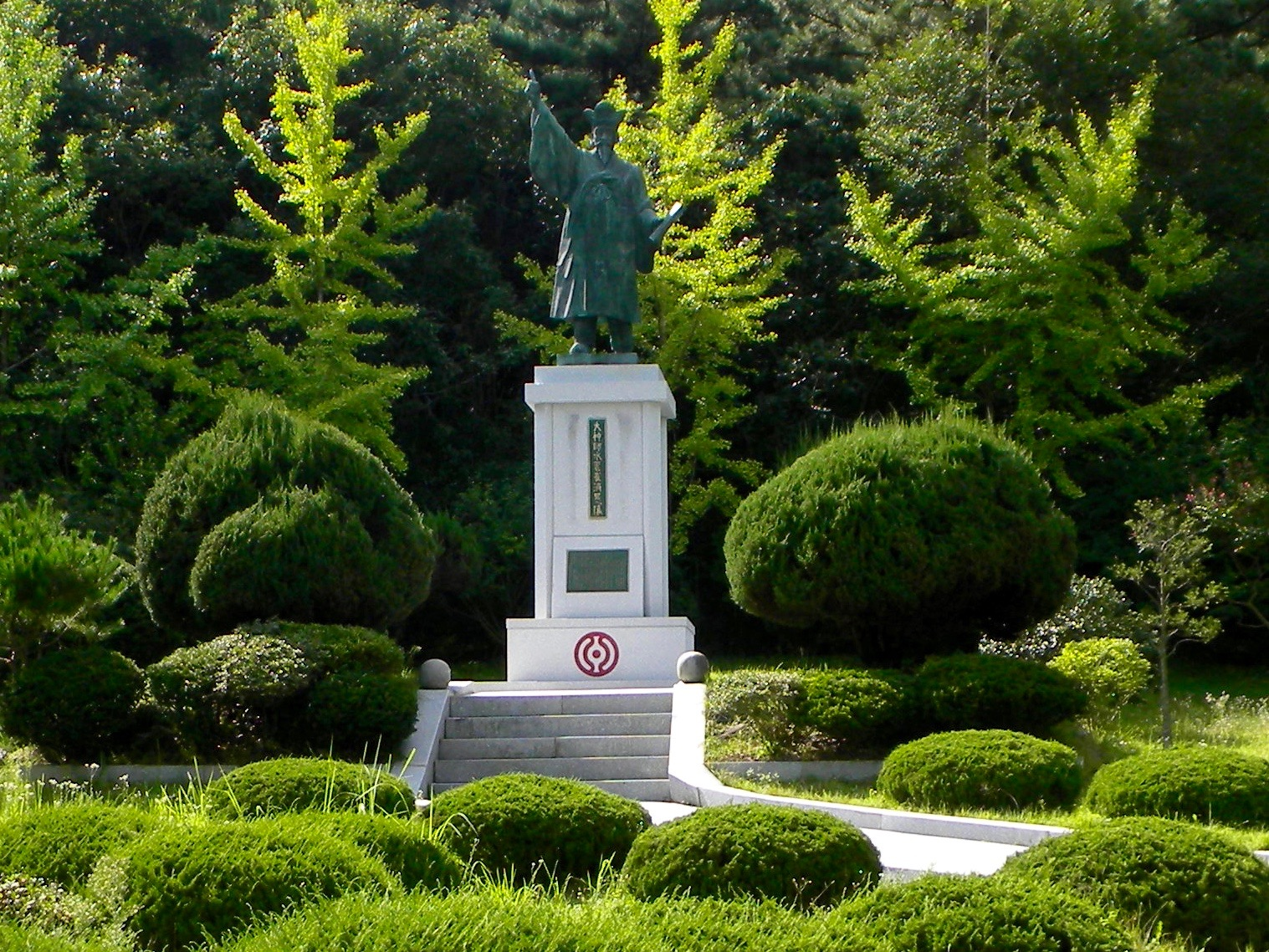
Estátua de Choe Je-u em Daegu, localizada no local onde ele foi executado

## Vida
Su-un nasceu em uma família aristocrática em 18 de dezembro de 1824 (o 28º dia do 10º mês do calendário lunar) em Kajong-ni, uma vila perto de Gyeongju, a ex-capital de Silla e agora uma cidade na província de Gyeongsang, no sudeste. Silla foi a primeira dinastia unificada na península e teve uma forte tradição acadêmica e budista.
Um de seus ancestrais era um famoso estudioso que serviu na corte do imperador Tong na China e retornou a Silla. Um de seus contemporâneos o chamou de “Confúcio da Coreia. Além disso, ele foi considerado o fundador do taoismo na península.
Seu pai Choe Ok era um estudioso que não conseguiu obter um posto no governo, pois seu clã não era a favor dos que estavam no poder. Ele havia atingido a idade de sessenta anos e havia sido casado e viúvo duas vezes sem ganhar um filho. Ele adotou um sobrinho para preservar sua própria linhagem antes de se casar com uma viúva chamada Han. Su-un foi o resultado dessa união definitiva, mas foi considerado ilegítimo no sistema neoconfucionista: os filhos de uma viúva recasada ocupavam uma posição inferior na hierarquia social e não podiam, por exemplo, fazer os exames necessários para se tornar um burocrata. Apesar disso, ele recebeu uma boa educação. No entanto, Choe Ok certamente forneceu ao filho uma forte educação, no neoconfucionismo e talvez em outras tradições doutrinárias, como o taoismo.
Sua mãe morreu quando ele tinha seis anos e seu pai quando ele tinha dezesseis. Casou-se na adolescência com Madam Park de Ulsan. Ele levou uma vida itinerante antes de finalmente se estabelecer com sua família em Ulsan em 1854. Embora educado no confucionismo, ele participou de práticas, rituais e crenças budistas, incluindo interagir com monges, visitar templos e abster-se de carne. Em 1856, ele começou um retiro de 49 dias no mosteiro budista de Naewon-sa, mas teve que sair no 47º dia para comparecer ao funeral de seu tio. No ano seguinte, ele conseguiu completar os 49 dias nas cavernas de Cheok-myeol, mas não achou a experiência espiritualmente satisfatória. 
Em 1858 perdeu a casa e todos os bens na falência, e voltou com a família para a casa paterna em 1859. Enquanto estava lá, ele passou seu tempo em oração e meditação. A discriminação e as dificuldades econômicas que enfrentou pareciam servir de estímulo para suas ideias “revolucionárias”. Mais tarde, ele escreveu que lamentava a “doença na sociedade desde os dez anos de idade, tanto que sentiu que estava vivendo em uma “idade das trevas”.  Su-un sentiu que foi chamado para tratar da causa raiz da "idade das trevas", que ele considerava o esgotamento espiritual interior e a corrupção social. Ele considerava que o enorme poder imperial ocidental se devia a uma combinação de poder militar e espiritual. Parecia que as tradições espirituais coreanas, o confucionismo em particular, haviam perdido seu poder. Na verdade, o confucionismo foi uma ferramenta das classes altas para manter o status quo.
De acordo com seu próprio relato, ele estava muito preocupado com a desordem pública na Coreia, as invasões do cristianismo e a dominação do leste da Ásia pelas potências ocidentais, o que parecia indicar que o favor divino havia passado para as mãos de estrangeiros:
Um estranho boato se espalhou pelo país de que os ocidentais haviam descoberto a verdade e que não havia nada que eles não pudessem fazer. Nada poderia resistir ao seu poder militar. Até a China estava sendo destruída. Nosso país também sofrerá o mesmo destino? Seu Caminho é chamado de Aprendizagem Ocidental, a religião de Cheonju, sua doutrina, o Santo Ensinamento. É possível que eles conheçam a Ordem Celestial e tenham recebido o Mandato Celestial?

### Atividades religiosas
Em 25 de maio de 1860 (o 5º dia do 4º mês, calendário lunar), ele experimentou sua primeira revelação, o kaepyeok, no Pavilhão Yongdam de seu pai no Monte Gumi, vários quilômetros a noroeste de Gyeongju: um encontro direto com Sangje ("Senhor do Céu"). Durante o encontro, Su-un recebeu dois presentes, um talismã (o Yeongbu) e um encantamento (o Jumun). O talismã era um símbolo desenhado em papel que deveria ser queimado, misturado em água e ingerido. O encantamento deveria ser cantado repetidamente. Seguindo esses rituais, a saúde física e espiritual pode ser restaurada. De acordo com Beirne, o desenho meditativo e o consumo do Yeongbu eram "um sinal visível e uma celebração da união íntima entre o Senhor do Céu e o praticante, cujo efeito revigora tanto o corpo quanto o espírito".
O uso do ritual de encantamento amadureceu com o tempo. Inicialmente, a ênfase estava na restauração da saúde física. Uma variante posterior do encantamento colocou mais ênfase na iluminação espiritual. Com respeito à iluminação espiritual, o propósito de recitar o encantamento era trazer a presença do Senhor do Céu em cada ocasião dentro do crente ou efetuar uma consciência da habitação do Senhor do Céu através da prática, repetição e refinamento do espírito. Ambas as interpretações parecem estar implícitas em seus escritos.
Su-un foi instruído por Deus a espalhar seus ensinamentos para a humanidade. Ele se jogou em três anos de proselitismo. Seus escritos iniciais eram em coreano vernacular e destinavam-se à sua família. Eles foram compostos como poemas ou canções em estilo gasa de quatro tempos, que se presta à memorização. Após um ano de meditação, ele escreveu ensaios em chinês clássico expondo suas ideias. No entanto, ele continuou a escrever em coreano vernacular, o que aumentou sua popularidade entre plebeus e mulheres que não sabiam ler chinês. Ele chamou sua doutrina de Donghak ("aprendizagem oriental") para distingui-la do Seohak ("aprendizagem ocidental") dos católicos.  A aprendizagem oriental pode ser entendida como “aprendizagem coreana”. Isso decorre do fato de que Coreia de Joseon era conhecido como o "país oriental" devido à sua localização a leste da China. 
Donghak foi em grande parte uma combinação de xamanismo coreano, taoísmo, budismo e neoconfucionismo. A evidência deste último é claramente discernível apenas a partir do estágio intermediário do pensamento de Su-un em diante, uma indicação de sua teologia em evolução. No entanto, de acordo com So Jeong Park, Donghak não é meramente um “sincretismo de tradições filosóficas asiáticas temperadas com aspirações coreanas de modernização”, mas sim uma “nova ou original escola de pensamento”. Por outro lado, uma avaliação anterior de Susan Shin enfatizou a continuidade de Donghak com um ramo espiritual do neoconfucionismo exemplificado pelo ensinamento de Wang Yangming.
O conceito de Su-un do Deus singular (Cheonju / Sangje) ou Deus/Céu, parecia refletir o do catolicismo, embora diferisse em relação às ideias de transitoriedade e imanência. Além disso, como o catolicismo, o Donghak era comunal e igualitário. Os neoconfucionistas ortodoxos no poder na época de sua fundação viam o catolicismo e Donghak como ameaças de duas maneiras. Primeiro, se existem muitos deuses, nenhum deus único teve o poder de desafiar a ordem confucionista existente. No entanto, um crente em um Deus onisciente ou Deus/Céu pode colocar Suas exigências acima das de um rei humano. Espera-se também que os crentes evitem outros deuses e assim se mantenham separados daqueles com crenças menos dogmáticas e, assim, perturbando a harmonia do reino. Em segundo lugar, o catolicismo e Donghak praticavam rituais de grupo que estavam além do controle do governo, além disso, exigiam o direito de praticar esses rituais. Em outras palavras, eles geraram um conceito de liberdade religiosa que era novo na Coreia. Embora Su-un tentasse distinguir Donghak e catolicismo, funcionários do governo confundiram os dois e ambos foram suprimidos.
De acordo com Susan Shin, ele soube que era suspeito de catolicismo e de junho de 1861 a março de 1862 teve que se refugiar na província de Jeolla para evitar a prisão, passando o inverno em um templo budista em Namwon. Enquanto estava lá, ele escreveu partes importantes de suas escrituras. 
As estimativas do número de seus seguidores antes de sua prisão em 1863 variaram de centenas a dezenas de milhares e ele se tornou famoso em toda a península. Ele havia estabelecido assembleias em pelo menos doze aldeias e cidades. Estes foram localizados principalmente na parte sudeste da Coreia de Joseon.
Su-un foi preso pouco antes de 10 de dezembro de 1863 por supostamente pregar ensinamentos heréticos e perigosos. Ele foi julgado, considerado culpado em 5 de abril de 1864 e decapitado em 15 de abril de 1864 (o 10º dia do 3º mês) em Daegu, no local hoje marcado por sua estátua. Seu túmulo está em um parque em Yugok-dong, alguns quilômetros ao norte de Ulsan.

### Agenda política assumida
Alguns estudiosos do Donghak suporam que ele tinha uma agenda nacionalista. No entanto, de acordo com Susan Shin: [Su-un] não tratou concretamente dos problemas de integração da Coreia na ordem internacional. Sua visão era religiosa e sua missão era lembrar seus compatriotas que a força estava em reviver os valores tradicionais”. O objetivo de Donghak era a proteção do povo que poderia ser considerado patriótico, mas isso não implica nacionalismo. Era simplesmente uma rede de seguidores das visões e rituais religiosos de Su-un. Líderes posteriores no início do século XX aspiraram a um estado coreano moderno principalmente através da educação. No entanto, essas aspirações acabaram levando a confrontos violentos com as autoridades japonesas.
As revoltas camponesas em Gyeongsang em 1862 foram contemporâneas ao ministério de Su-un, porém uma análise detalhada das circunstâncias revelou que estas eram uma resposta à corrupção por parte de funcionários locais. Não houve menção à influência religiosa, e uma agenda antifeudal foi descartada.
Por outro lado, as autoridades coreanas de Joseon interpretaram mal as intenções de Donghak. Uma declaração do governo advertiu: "Esta coisa chamada Donghak herdou todos os métodos da aprendizagem ocidental, enquanto só mudou seu nome para confundir e incitar ouvidos ignorantes. Se não for punido e estabelecido em sua infância de acordo com as leis do país, como sabemos que não se transformará gradualmente em outro turbante amarelo ou lótus branco?”  A Rebelião Taiping na China também estava em andamento quando Donghak foi fundada e, por coincidência, seu líder Hong Xiuquan morreu em 1º de junho de 1864, logo após Su-un.